# Шанідзе Акакій
Акакій Шанідзе (груз. აკაკი გაბრიელის ძე შანიძე; нар. 14 (26) лютого 1887, село Нога Озургетського повіту Кутаїської губернії — пом. 29 березня 1987, Тбілісі) — грузинський філолог (мовознавець, історик літератури, фольклорист), академік Грузинської академії наук (1941).

## Життєпис
Випускник Кутаїського духовного училища (1903).
Закінчив Петербурзький університет (1913), учень Миколи Марра, згодом критично оцінював нове вчення про мову (відійшов від «яфетичних» досліджень близько 1917 року).
У 1918 році став одним із засновників Тбіліського університету і пропрацював там майже 70 років. 9 травня 1920 року першим в університеті захистив докторську дисертацію.

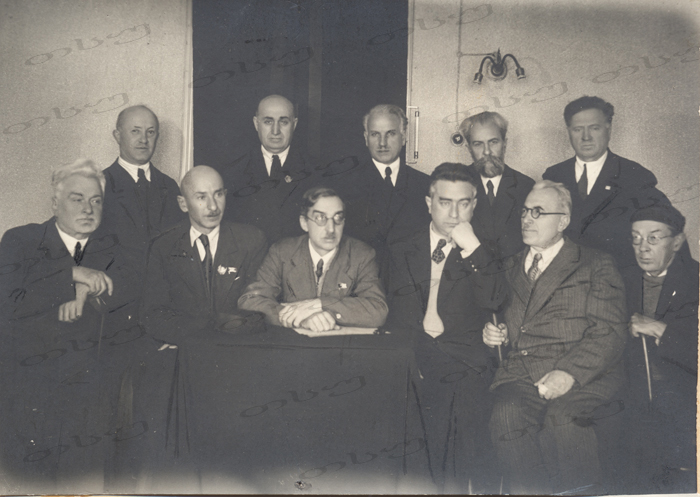
Перша президія Грузинської академії наук: зліва направо: Корнелій Кекелідзе, Микола Кецховелі, Микола Мусхелішвілі (голова), Симон Джанашіа, Георгій Ахвледіані, Філіп Зайцев; Стоять: Олександр Джанелідзе, Тарас Кварацхелія, Арнольд Чікобава, Георгій Чубінашвілі, Акакій Шанідзе. 1941

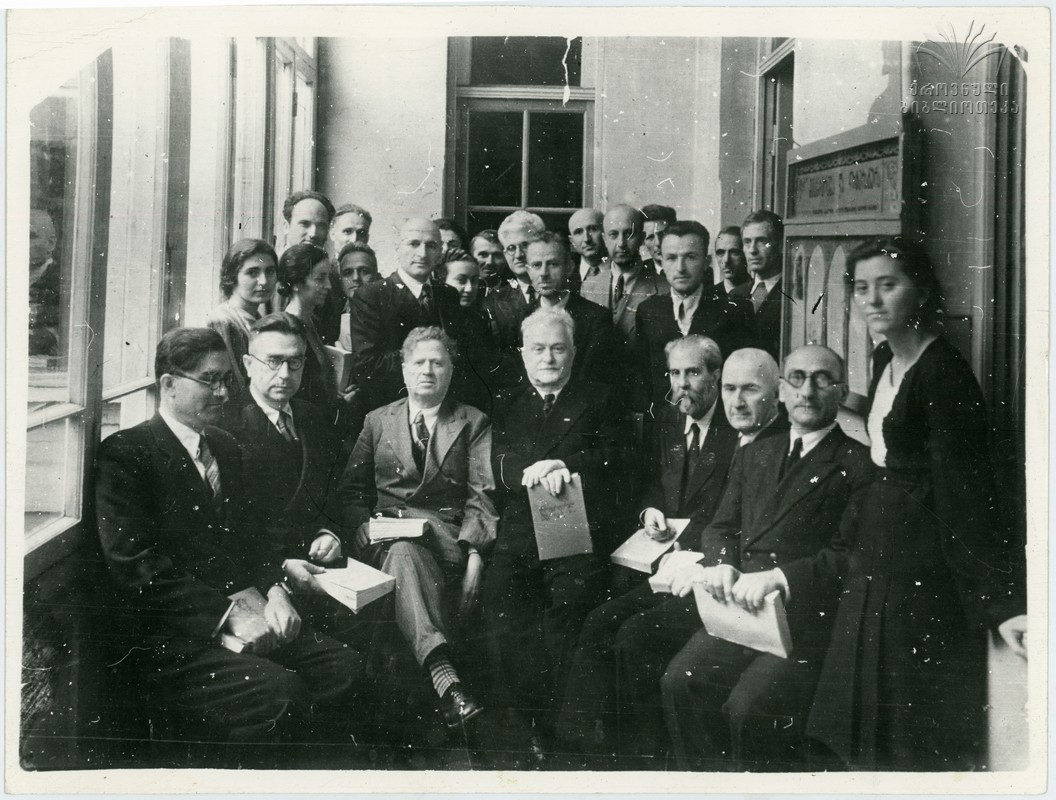
У приміщенні Академії наук після конференції. 1945

В 1941 році після заснування Грузинської академії наук був обраний її дійсним членом.
Шанідзе був одним з основоположників наукової картвелології XX ст., праці якого вплинули на вивчення картвельських мов не тільки в СРСР, але і за кордоном (він був учителем норвезького картвелолога Ганса Вогта); підготував велику кількість учнів. Роботи Шанідзе присвячені синхронному та діахронічному вивчення картвельських мов, дослідження та публікації давньогрузинських пам'яток, діалектології грузинської мови, проблеми кавказької Албанії та її писемності.
Видав хевсуретськую і сванську поезію, що зіграло велику роль у грузинській фольклористиці. Реконструював початковий текст «Витязя в тигровій шкурі» Шота Руставелі.